# 6 Lacertae
Désignations
6 Lacertae (en abrégé 6 Lac) est une étoile binaire de la constellation boréale du Lézard. Elle est visible à l'œil nu avec un magnitude apparente de 4,51. D'après la mesure de sa parallaxe annuelle par le satellite Gaia, le système est distant d'environ ∼ 1 150 a.l. (∼ 353 pc) de la Terre. Il se rapproche du Système solaire à une vitesse radiale de −9 km/s, et il est suspecté d'appartenir à l'association OB Lacerta OB1.
6 Lacertae est une binaire spectroscopique à raies simples avec une période orbitale de 880 jours et avec une excentricité de 0,3. Sa composante visible est classée comme une sous-géante bleu-blanc de type spectral B2 IV. L'étoile est âgée d'environ 16 millions d'années et elle est 12,5 fois plus massive que le Soleil. Elle tourne sur elle-même à une vitesse de rotation projetée de 70 km/s. Son rayon est environ sept fois plus grand que le rayon solaire, elle a une luminosité bolométrique qui vaut 34 590 fois celle du Soleil et sa température de surface est de 21 150 K.